# Confiança Esporte Clube
Confiança Esporte Clube é uma agremiação esportiva de Sapé, no estado da Paraíba, fundada a 22 de abril de 1953.

## História
O Confiança foi fundado no dia 22 de abril de 1953, resultado da divisão do Atlético, uma equipe amadora de Sapé. O nome do clube foi uma homenagem ao Moinho Confiança, de propriedade de Genival Torres, que doou todo o material esportivo, sendo inclusive um dos fundadores.

## Estreia, profissionalização e auge
Estreou no Campeonato Paraibano em 1958, mas o clube se profissionalizou apenas em 1996. Em seu primeiro ano de competição, terminou em terceiro lugar e o grupo contava com os jogadores: Lúcio, Warlei, Washington Lobo, Ramiro, Betinho, Willian, Eduardo Luiz, Cícero, Reinaldo Rogério e Forly.
No ano seguinte, o Confiança consagrou-se campeão paraibano de futebol, sendo o primeiro - e até hoje, único - time do Brejo a conseguir a honraria. O grupo campeão contava com o goleiro Lúcio, além dos jogadores Warlei, Careca, Betinho, Cícero, Glauco, Willian, entre outros. O presidente da época era João Máximo.

## O declínio e a volta ao futebol
Após o título do Paraibano de 1997, o Confiança seria o representante paraibano na Copa do Brasil de 1998, mas declinou da vagam repassando-a ao Botafogo. No mesmo ano, amargou a lanterna do primeiro turno do Campeonato Paraibano, mas escapou do rebaixamento com uma campanha razoável no segundo turno.
Com uma campanha fraca no Campeonato Paraibano de 1999, o time terminaria rebaixado para a Segunda Divisão estadual, não chegando a disputá-la, já que o Confiança optou em se licenciar do futebol profissional. Foi no Bicho-Papão que o zagueiro Durval, com passagens destacadas por Sport Recife e Santos, iniciou sua carreira, jogando como meio-campista. Desde então, disputa apenas campeonatos da região do Brejo.
Entre 2004 e 2017, o Confiança encontrava-se afastado dos campeonatos promovidos pela Federação Paraibana de Futebol, e não possuía condições para voltar ao futebol profissional em virtude da precariedade da infraestrutura do Estádio Ribeirão. Retomou suas atividades em 2017, tendo Francisco de Assis da Silva como novo presidente, eleito em julho, e disputou o Campeonato Paraibano Sub-17, do qual sagrou-se campeão ao vencer, na final, o Grêmio Serrano por 3x1. O principal objetivo da nova diretoria é reativar o futebol profissional da equipe.
Em 2018, após 9 anos de ausência, disputou o Campeonato Paraibano de Futebol Profissional, participando da segunda divisão do mesmo. Utilizando o Estádio Carneirão, em Cruz do Espírito Santo, para mandar seus jogos, ficou em 3º lugar no Grupo do Litoral, atrás de São Paulo Crystal (classificado para a semifinal) e Internacional, este último também eliminado, e em oitavo na classificação geral. Erick foi o artilheiro do Confiança na competição, com 5 gols. Na edição seguinte, ficou em 2º lugar no grupo do Litoral/Brejo e avançou até a semifinal, quando foi eliminado pelo Sport Lagoa Seca.
Com o cancelamento da segunda divisão em 2020 em decorrência da pandemia de COVID-19, a equipe disputou apenas competições de base. Em 2021, sob o comando de Ewerton Câmara, o Confiança terminou a primeira fase terceira posição, caindo nas quartas-de-final para o Serrano.

## Estádio
O Confiança manda seus jogos no estádio Toca do Papão, que possui capacidade para 1.000 lugares. Anteriormente, utilizou os estádios Ribeirão, Tadeuzão (também em Sapé) e Carneirão (em Cruz do Espírito Santo).

## Mascote
O mascote do Confiança é o Taz, personagem dos Looney Tunes. O símbolo surgiu em 1997 após a conquista do Campeonato Paraibano,fazendo com que o clube fosse apelidado de "O Bicho-Papão do Interior".

## Uniformes
Uniforme 1Camisa com listras horizontais vermelhas e pretas, calção branco e meias com anéis vermelhos e pretos.
Uniforme 2Camisa branca com uma faixa horizontal em vermelho e preto, calção preto e meias brancas com detalhes vermelhos e preto.

## Titulos
| Estaduais | Estaduais            | Estaduais | Estaduais  |
|           | Competição           | Títulos   | Temporadas |
| --------- | -------------------- | --------- | ---------- |
|           | Campeonato Paraibano | 1         | 1997       |

### Outros títulos
- Campeonato Paraibano Sub-19: 2021
- Campeonato Paraibano Sub-17: 2017
- Campeonato Paraibano Sub-15: 2018
- Vice-campeão Paraibano Sub-19: 2019

### Regionais
- Copa Rural: 2005